# Gemeindearchive im Kanton Bern

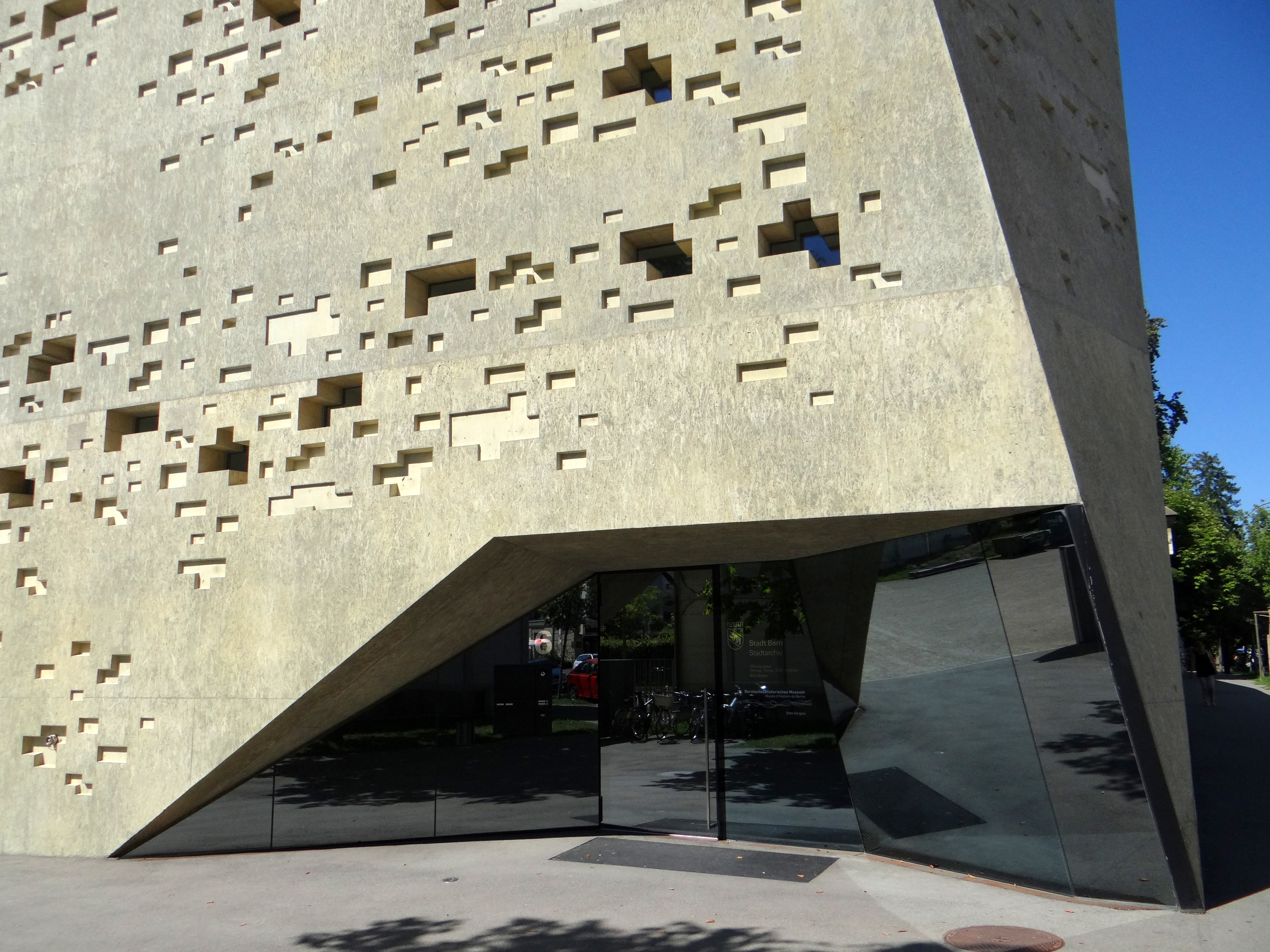
Eingang zum Stadtarchiv Bern an der Helvetiastrasse (2013)

Die Gemeindearchive im Kanton Bern verwahren das archivalische Kulturgut der öffentlich-rechtlichen Körperschaften nach dem kantonalen Gemeindegesetz. Einwohnergemeinden, Burgergemeinden, Kirchgemeinden, unselbstständige Anstalten und Gemeindeverbände sind gesetzlich verpflichtet, eigene Archive zu unterhalten. Die Gemeinden Bern, Biel und Thun betreiben institutionalisierte Stadtarchive, die Burgergemeinden Bern, Burgdorf und Thun verfügen über Burgerarchive mit Archivaren im Haupt- oder Nebenamt. Entsprechende Unternehmen können archivische Tätigkeiten im Auftrag übernehmen. Die übrigen Gemeindearchive sind über die jeweiligen Gemeindeschreibereien oder Sekretariate zugänglich.

## Gesetzgebung
Die kommunalen Archive im Kanton Bern sind öffentlich zugänglich. Der Zugang zu einzelnen Aktenserien und Dokumenten wird durch die kantonale Datenschutzgesetzgebung eingeschränkt. Das Informationsgesetz schützt die Verwaltungsakten durch eine allgemeine  Schutzfrist von 30 Jahren. Die Vorschriften zur Führung der kommunalen Archive ist im kantonalen Gesetz über die Archivierung, in der zugehörigen Verordnung und insbesondere in der Direktionsverordnung über die Verwaltung und Archivierung der Unterlagen von öffentlich-rechtlichen Körperschaften nach Gemeindegesetz und deren Anstalten geregelt. Die Gemeinden erlassen in ihrem Geltungsbereich weitere Regelungen zur Archivführung und Einsichtnahme. Die gesetzeskonforme Führung der Archive wird durch die zuständigen Regierungsstatthalterämter mindestens alle vier Jahre überprüft.

## Einwohnergemeinden

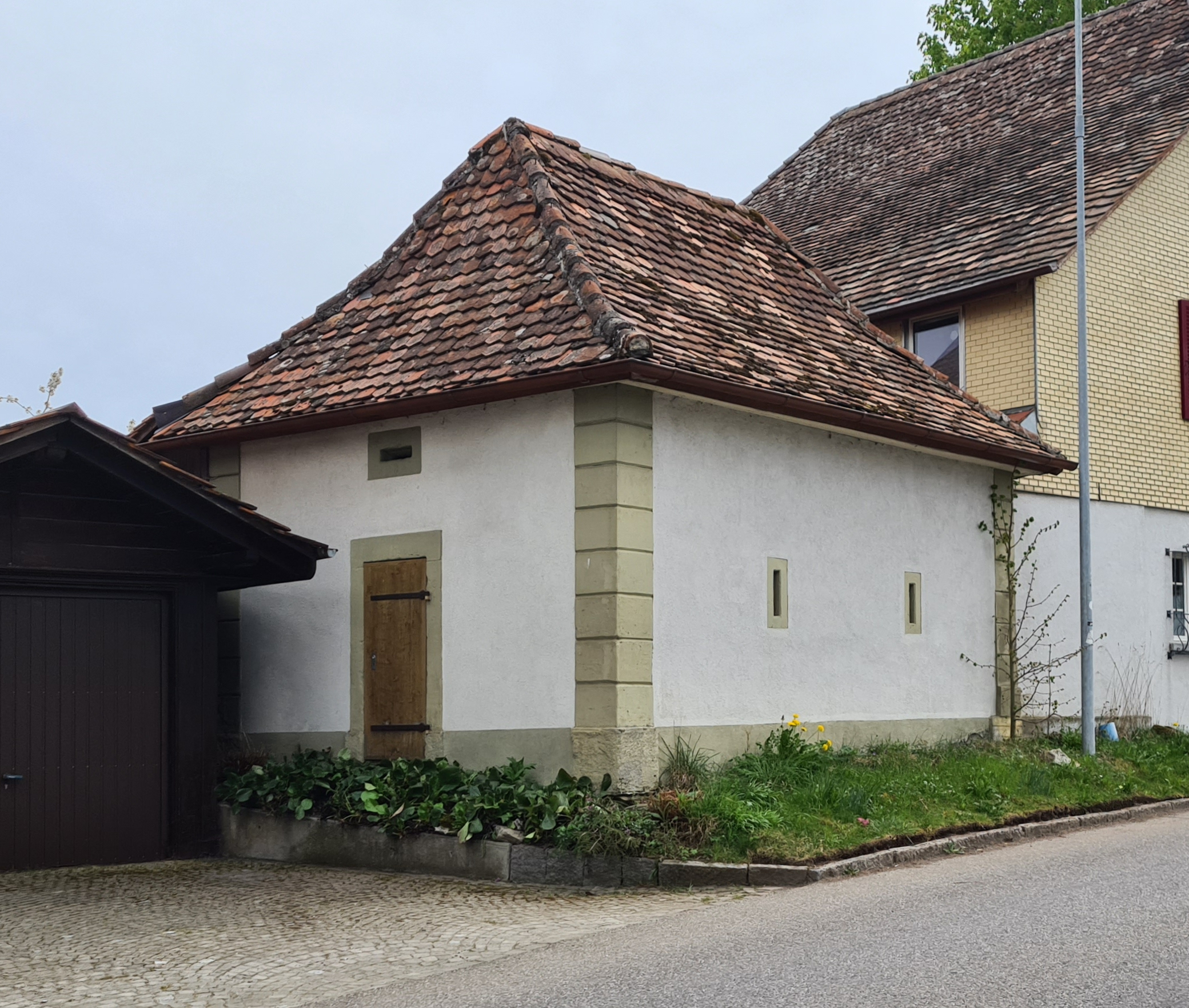
1832 erbautes, ehemaliges Archivgebäude in Zimmerwald

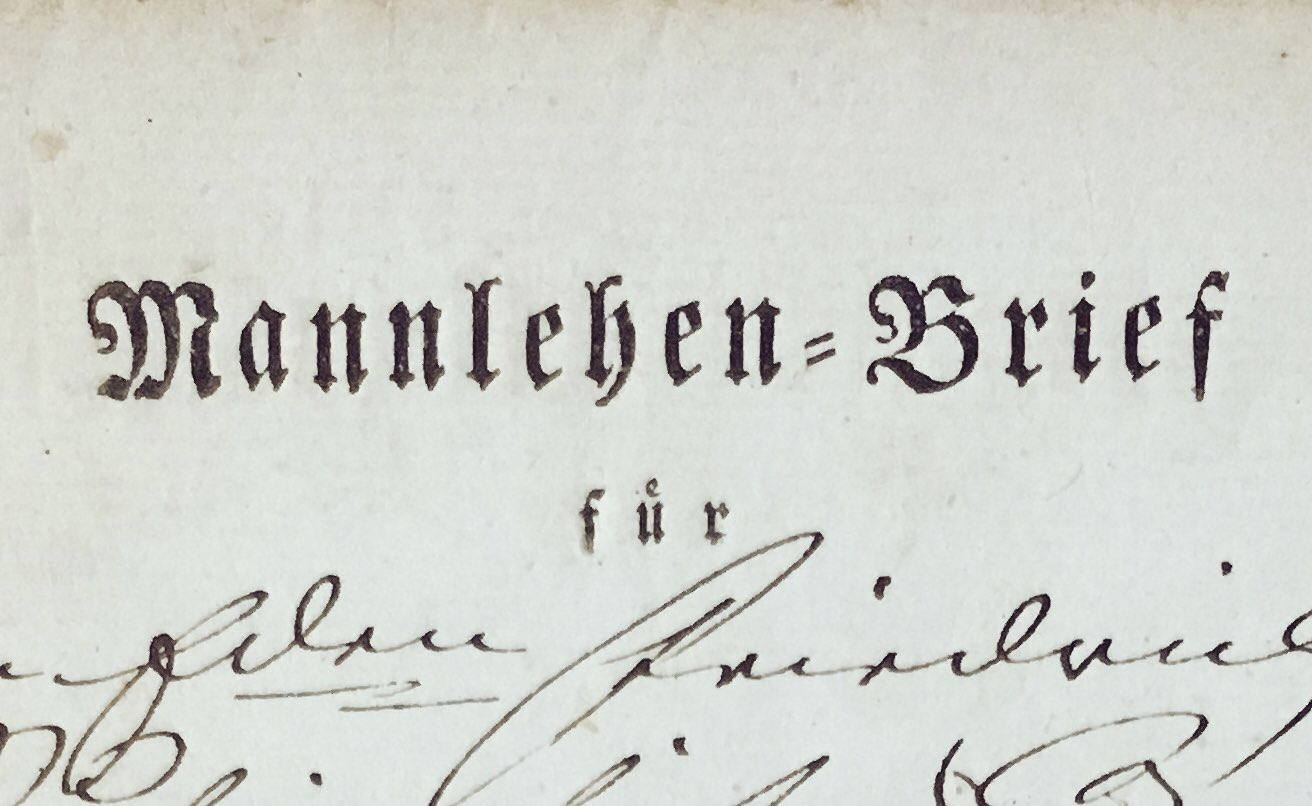
Gemeindearchiv Grindelwald, Mannlehenbrief (um 1780)

Die Einwohnergemeinden (→ Gemeinden des Kantons Bern) entstanden im Gebiet des heutigen Kanton Bern ab 1798. Wie der Name sagt, umfasst die Einwohnergemeinde alle stimmberechtigten Einwohner einer Gemeinde. In einzelnen Regionen wurden die Einwohnergemeinden erst 1831 oder 1847 per Dekret geschaffen. Durch Ausscheidungsverträge entstanden nebst den Einwohnergemeinden nun Kirchgemeinden, und in einigen Amtsbezirken Burgergemeinden, die örtlichen Vermögensgüter (Ortsgut, Armengut, Schulgut etc.) wurden aufgeteilt. Die Archivbestände der Einwohnergemeinden reichen daher im Allgemeinen bis zur Helvetik, je nach Beziehung zu Burger- und Kirchgemeinde bis ins Mittelalter, bspw. durch Auflösung der örtlichen Burgergemeinde oder wenn die Finanzverwaltung des Kirchenvermögens durch die Einwohnergemeinde getätigt wird.

## Burgergemeinden
Die bernischen Burgergemeinden oder burgerlichen Nutzungskorporationen entstanden im heutigen Kantonsgebiet ab 1798 als Personalgemeinden, umfassend die innerhalb der überlieferten Dorfmarchen wohnenden Heimatberechtigten als Rechtsame- und Burgerkorporation mit eigenem Vermögen (Burgergut). Vielerorts entstanden durch Vermögensausscheidungsverträge von den Einwohner- und Kirchgemeinden Burgergemeinden oder Korporationen. In der Stadt Bern kam diese Rolle den Gesellschaften und Zünften zu. Die burgerlichen Korporationen erteilen das Burgerrecht, verwalten ihr Vermögen, ihre liegenden Güter (häufig Forsten), in der Stadt Bern und in einzelnen grösseren Burgergemeinden gehörte die Armenfürsorge und die Vormundschaft zu ihren Aufgaben. Entsprechend gestalten sich die Archivbestände. In vereinzelten Fällen haben die Burgergemeinden die Führung der Burgerrodel (Bürgerregister) behalten und können dadurch standesamtliche Auskünfte erteilen.

## Kirchgemeinden
Die Kirchgemeinden der evangelisch-reformierten Landeskirche sind die Rechtsnachfolgerinnen der vor 1798 bestehenden Kirchspiele. Seit 1799 werden im Gebiet des heutigen Kanton Bern wieder Messen gefeiert, seit 1982 existiert die römisch-katholische Landeskirche des Kantons Bern. Die christkatholische Kirche der Schweiz erhielt im Kanton Bern 1877 per Dekret den Status einer Landeskirche. Die bernischen Kirchgemeinden führen eigene Archive, einzelne sind in den Archivräumen von Einwohnergemeinden untergebracht. Die Landeskirchen erlassen zusätzlich zur kantonalen Gesetzgebung eigene Gesetze und Verordnungen, bspw. zur Führung und Einsichtnahme der Kirchenbücher.